# Priacma corrupta
Priacma corrupta is een keversoort uit de familie Cupedidae. De wetenschappelijke naam van de soort is voor het eerst geldig gepubliceerd in 1986 door Ponomarenko.